# Fliget tvetand
Fliget tvetand (Lamium purpureum var. purpureum) er en enårig, 5-40 centimeter høj plante i læbeblomst-familien. Den er en underart til rød tvetand, som den ligner, men bladene er uregelmæssigt lappede eller fligede. Desuden mangler kronrøret ofte den indvendige hårkrans.
I Danmark er underarten almindelig på agerjord, i vejkanter og haver på Øerne øst for Storebælt, men er sjældnere i resten af landet. Den blomstrer i april til oktober.